# 細川清
細川 清（ほそかわ きよし、1944年8月6日 - 2012年9月6日）は、日本の元裁判官。公正取引委員会委員。位階は従三位。東京都出身、東京都立新宿高等学校を経て東京大学卒業。法務省勤務が長く、法務省訟務局長・民事局長を歴任、名古屋高等裁判所長官を最後に定年退官。
退官後は、公正取引委員会委員を務めていたが、在任中に死去。その後、国会同意人事の遅れのため、後任の委員が決まらず、さらにさらに竹島一彦委員長が定年で退任となったため、史上初の公正取引委員会委員3人体制となった。

## 経歴
- 1967年 司法修習生（東京、21期）
- 1969年 東京地方裁判所 判事補任官
- 1972年 函館地方・家庭裁判所判事補
- 1975年 東京地方裁判所判事補
- 1976年 法務省民事局付
- 1979年 在オランダ大使館一等書記官
- 1982年4月 法務省民事局第五課長心得、8月同第五課長
- 1984年 同局第二課長
- 1986年 同局参事官
- 1988年4月 同省大臣官房参事官
- 1988年6月 同省民事局第三課長
- 1990年 同局第一課長
- 1993年 同省大臣官房会計課長
- 1996年 東京高等裁判所判事
- 1997年1月 東京地方裁判所部総括判事
- 1997年7月 法務省訟務局長
- 1998年 同省民事局長
- 2001年 東京高等裁判所部総括判事
- 2002年 さいたま地方裁判所所長
- 2005年 東京家庭裁判所所長
- 2007年2月　名古屋高等裁判所長官
- 2009年8月5日　定年退官
- 2012年9月6日　胃がんのため死去[2]。没日付をもって従三位に叙されるとともに、瑞宝重光章が追贈された[3]。

一般に言う判検交流により実に20数年間に亘り法務省に出向した「赤レンガ組」の一人。法務省民事局に長年勤務し、訟務検事も務めた。

## 主張
- 選択的夫婦別姓制度導入に賛同[4]。